# HD 29867
HD 29867，又名BD+32 827，SAO 57393、HR 1501，是一颗恒星，视星等为6.45，位于銀經169.06，銀緯-8.49，其B1900.0坐标为赤經4h 37m 20.3s，赤緯+32° -8.49′ 39″。